# 리큐아게
리큐아게(일본어: 利休揚げ, りきゅうあげ)는 흰살 생선에 참깨를 뿌려 튀겨 만드는 일본 요리이다. 갈치, 고등어 등의 생선 필레는 물론 쇠고기나 닭고기, 표고 버섯이나 다카노 두부 등의 재료가 들어가기도 하며 이를 식용유에 튀긴다. 참기름에 튀긴 것을 리큐아게라고 부르기도 한다.
일본다도를 창안한 센노 리큐가 참깨를 쓴 요리를 좋아했다는 설화에서 이런 이름이 붙었다고 전해진다.